# Erena Terakubo
Erena Terakubo (* 1992 in Sapporo) ist eine japanische, in den Vereinigten Staaten lebende Jazzmusikerin (Alt- und Sopransaxophon, Flöte, Komposition) des Modern Jazz.

## Leben und Wirken
Erena Terakubo begann mit neun Jahren Altsaxophon zu spielen. Sie bekam Gelegenheit, an Jazz-Workshops mit Musikern wie Herbie Hancock und Tiger Okoshi teilzunehmen, als sie dann für ein Jahrzehnt im Sapporo Junior Jazz Orchester spielte. 2010 nahm sie in New York mit Kenny Barron, Christian McBride, Lee Pearson und Peter Bernstein ihr Debütalbum North Bird (King) auf, das in ihrem Heimatland auf Platz 1 der Jazz-Charts gelangte und vom  Swing Journal mit einer Goldenen Schallplatte ausgezeichnet wurde. Im selben Jahr trat sie mit Ron Carter, Omar Hakim und Will Boulware beim Tokyo Jazz Festival auf; 2011 folgte ihr Album New York Attitude mit Kenny Barron, Ron Carter, Lee Pearson und Dominick Farinacci.
Terabuko erhielt darauf ein Stipendium zum Studium am Berklee College of Music in Boston. 2013 nahm sie mit Kenny Barron, Ron Carter, Jimmy Cobb und Lenny White ihr drittes Album Burkina auf; 2015 zog sie nach Abschluss ihres Studiums nach New York. Im selben Jahr entstand das Livealbum A Time for Love (CellarLive), mit David Hazeltine, David Williams und Lewis Nash. Seitdem tritt sie regelmäßig in New Yorker Clubs wie im Smalls, Zinc Bar, The Kitano und in der 55 Bar auf. 2016 gehörte sie dem Quintett von Fukushi Tainaka an, 2019 dem Brandon Sanders Quintet. 2018 erschien mit ihrem japanischen Quartett bei King Records Little Girl Power, 2019 erschien bei Paddle Wheel ihr Album Absolutely Live! 2024 gehört sie zur Soul Chemistry von Vincent Herring.
Im Bereich des Jazz war sie Tom Lord zufolge zwischen 2004 und 2023 an zehn Aufnahmesessions beteiligt;